# Astragalus sandalaschensis
Astragalus sandalaschensis är en ärtväxtart som beskrevs av Ennafa Vasil'evna Nikitina. Astragalus sandalaschensis ingår i släktet vedlar, och familjen ärtväxter. Inga underarter finns listade i Catalogue of Life.